# Evrim Sağlam
Evrim Sağlam (1 de noviembre de 1996) es una deportista turca que compitió en tiro con arco, en la modalidad de arco compuesto. Ganó una medalla de oro en el Campeonato Europeo de Tiro con Arco al Aire Libre de 2016, en la prueba por equipo.

## Palmarés internacional
| Campeonato Europeo al Aire Libre | Campeonato Europeo al Aire Libre | Campeonato Europeo al Aire Libre | Campeonato Europeo al Aire Libre |
| Año                              | Lugar                            | Medalla                          | Prueba                           |
| -------------------------------- | -------------------------------- | -------------------------------- | -------------------------------- |
| 2016                             | Nottingham (Reino Unido)         | Medalla de oro                   | Equipo                           |